# Антоніо Гарсія Наварро
Дон Антоніо Гарсія Наварро (ісп. Don Antonio García Navarro; 1890, Памплона — 26 серпня 1985, Мадрид) — іспанський офіцер, полковник. Кавалер Німецького хреста в золоті.

## Кар'єра
З 14 червня по листопад 1943 року — перший офіцер Генштабу Блакитної дивізії. З 28 листопада 1943 по 3 березня 1944 року — командир Блакитного легіону.

## Нагороди

### Іспанія
- Хрест Військових заслуг (Іспанія)
  - білий дивізіон
  - великий хрест (липень 1951)
- Медаль «За Російську кампанію»

### Третій Рейх
- Орден Заслуг німецького орла 1-го класу з мечами (28 травня 1939)
- Хрест Воєнних заслуг 2-го класу з мечами
- Залізний хрест
  - 2-го класу (11 листопада 1943)
  - 1-го класу (26 січня 1944)
- Німецький хрест в золоті (23 березня 1944)
- Медаль Блакитної дивізії